# Miklós Fehér
Miklós Fehér (20. července 1979, Tatabánya, Maďarsko – 25. ledna 2004, Guimarães, Portugalsko) byl maďarský fotbalový útočník a reprezentant. Na klubové úrovni působil mimo Maďarsko v Portugalsku. V maďarském národním A-týmu odehrál v letech 1998–2003 celkem 25 utkání a vstřelil 7 gólů.

## Klubová kariéra
Svou profesionální fotbalovou kariéru začal Fehér v maďarském týmu Györi ETO FC, kde byl velkou oporou. Jeho výkonů si všimli zástupci portugalského velkoklubu FC Porto a přivedli si ho do týmu. V kádru se však nechytil a byl posílán na hostování. Nejprve do týmu SC Salgueiros a poté do týmu Sporting Braga, kde byl velkou oporou týmu. Porto si ho tak stáhlo zpět, ale v jeho kádru za celou sezonu odehrál pouze tři zápasy. Uplatnění tak našel v konkurenčním mančaftu SL Benfica, kde nastupoval pravidelně.

## Reprezentační kariéra
V A-mužstvu Maďarska debutoval 10. 10. 1998 v kvalifikačním zápase v Baku proti domácímu týmu Ázerbájdžánu (výhra 4:0). Při své premiéře vstřelil jeden gól.
Celkem odehrál ve své kariéře v letech 1998–2003 za maďarský národní tým 25 zápasů a vstřelil 7 branek.

## Smrt
Během ligového utkání Benfiky proti domácímu týmu Vitória Guimarães, které bylo vysíláno přímým přenosem, obdržel Fehér od rozhodčího žlutou kartu, které se pousmál, poté vzápětí zkolaboval, podobně jako půl roku před ním Kamerunec Marc-Vivien Foé, uprostřed hřiště. Stejně jako Foého, ani jeho se nepovedlo zachránit a na následky srdečního selhání zemřel. Je pohřben na hřbitově v Győru.